# Styx

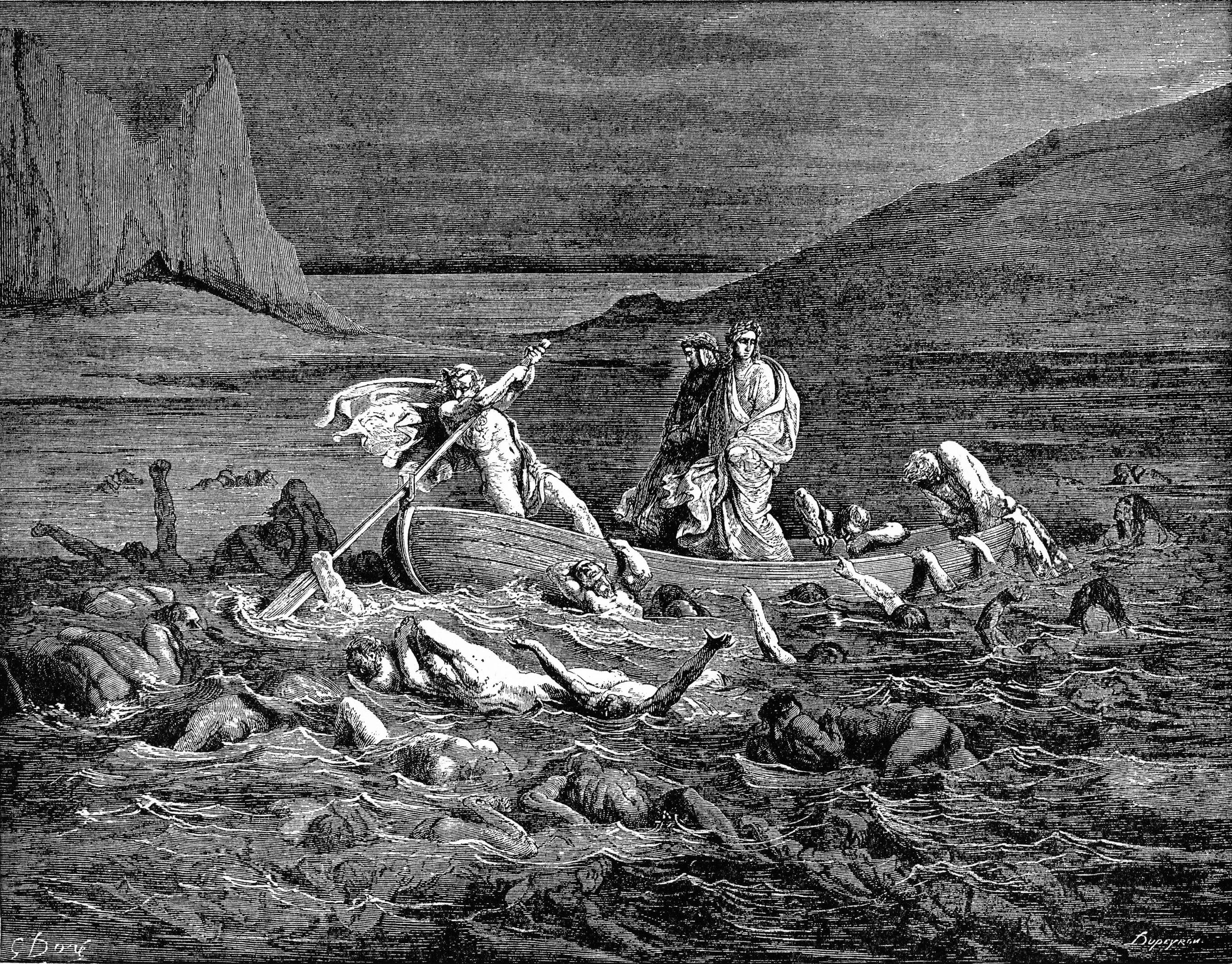
Fahrt über den Styx, Radierung von Gustave Doré, 1861

Styx (IPA: [stʏks] oder [ʃtʏks] anhörenⓘ) ist in der griechischen Mythologie neben Acheron, Lethe, Kokytos, Phlegethon und Eridanus ein Fluss der Unterwelt und eine Flussgöttin. Im Griechischen ist der Flussname weiblich (die Styx), was für griechische Flussnamen selten ist. Im Deutschen sind beide Genera – sowohl der als auch die Styx – geläufig. In Duden und weiteren deutschen Wörterbüchern ist jedoch nur das Maskulinum „der Styx“ aufgeführt.

## Mythos
Styx (altgriechisch Στύξ Stýx, bei Homer Στυγὸς ὕδωρ Stygòs hýdōr, deutsch ‚Wasser des Grauens‘) ist nach Hesiod die Tochter des Okeanos und der Tethys, bei Hyginus ist sie die Tochter der Nyx und des Erebos.
Entsprechend der Sage stellt der Fluss Styx die Grenze zwischen der Welt der Lebenden und dem Totenreich Hades dar. Er umfließt den Hades neun Mal. Die Seelen der Toten werden von Charon, dem Fährmann, über den Fluss geschifft. Damit sie den Fährmann Charon bezahlen konnten, wurde den Toten eine Münze (Obolus) unter die Zunge gelegt und somit in den Tod mitgegeben. Verstorbene, denen diese Münze nicht mitgegeben wurde, mussten hundert Jahre am Ufer des Flusses verbringen, bis sie hinüber durften, was das Begräbnis und die ordentliche Totenweihe außerordentlich wichtig machte.
Dem Wasser des Flusses Styx wurden verschiedene Eigenschaften zugesprochen: zum einen wurde Achilles, der Held der Ilias (der Sage vom Untergang Trojas), von seiner Mutter Thetis darin gebadet, was ihn unverwundbar machte. Nur die Ferse, an der sie ihn festhielt, wurde nicht gebadet und so auch nicht unverwundbar. Diese „Achillesferse“ wurde ihm zum Verhängnis. Zum anderen galt das Wasser als giftig; Alexander der Große soll damit vergiftet worden sein.
Ihren heiligsten Eid schworen die olympischen Götter in der Regel „beim Styx“. Der mutwillige Bruch eines solchen Eides hatte für sie schwerwiegende Folgen, nämlich den Verlust der Stimme für neun Jahre.
Einer in der Antike weit verbreiteten Ansicht folgend, wird der heutige Mavronéri bei Nonakris, der im arkadischen Bergmassiv Aroania auf dem Peloponnes entspringt, mit dem antiken Styx identifiziert. Andere antike Lokalisierungen vermuteten den Styx auf Euböa, am Avernersee bei Kyme oder bei Ephesos; spätantike Autoren kennen auch eine Lokalisierung in Arabia Felix beziehungsweise im südlichen Syrien bei Dion in der Dekapolis.

## Rezeption
Der Totenfluss Styx taucht später vielfach als literarisches Motiv auf, so etwa bei Thomas Mann in Der Tod in Venedig, Der Kleiderschrank und Die Betrogene sowie in dem Gedicht Don Juan in der Unterwelt von Charles Baudelaire. Else Lasker-Schülers erster Gedichtband trägt den Titel Styx. Auch in der Musik dient er als Titelgeber, beispielsweise in Kompositionen von Michael Beil, Erwin Koch-Raphael, Gija Kantscheli oder in dem Song Joyride on Styx der Pop-Musikgruppe Chiabola sowie dem Namen der Rockgruppe Styx. Der Kriminalfilm Die Sache mit Styx nach dem Roman Rittmeister Styx des Schriftstellers Georg Mühlen-Schulte verwendet ebenfalls den Namen. Lebend über den Styx ist der Name einer Passage im Computer-/Konsolen-Spiel Assassin’s Creed: Revelations und God of War III.
In Dantes Göttlicher Komödie ist der Styx der zweite Fluss der Hölle, wo die Zornigen bestraft werden. Der Fährmann über den Styx ist in dieser Version Phlegyas.
Am 2. Juli 2013 wurde der fünfte Mond des Zwergplaneten Pluto auf Basis eines nach einer Internetabstimmung eingereichten Namensvorschlages Styx benannt.
Styx ist eine vielfach ausgezeichnete deutsch-österreichische Spielfilmproduktion mit Susanne Wolff aus dem Jahr 2018.